# В гостях у ветерана
«В гостях у ветерана» — предпоследний магнитоальбом советской рок-группы «ДК», выпущенный в 1989 году на студии «Аванкитч». Один из самых «грязных» и нецензурных альбомов группы.
Записан на студии Виктора Алисова в 1989 году и смонтирован у Анатолия Кириллина на студии «Аванкитч». Представляет собой сборник комопзиций группы «ДК», записанных в 1983—1987 и в 1989 году. Музыка и тексты всех песен написаны Сергеем Жариковым, лидером группы «ДК». В записи альбома участвовали как известные участники «ДК» (Игорь Белов, Сергей Летов), так и анонимные персонажи, пожелавшие остаться неизвестными: например, женщина с именем Маша Байдакова, а также водопроводчик одного из ДЭЗов, которого звали просто Володя. В истории группы это был первый альбом, где принцип «анонимного» был поставлен во главу угла общей концепции.
Альбом переиздавался дважды: первый раз — на студии «Колокол» в 1997 году (обложка переизданного кассетного альбома аутентична обложке оригинала), а второй раз — на студии «SS Records» в 2001 году в CD-варианте, как часть компиляции-двойника «Оккупация»: на первом CD размещён альбом «Оккупация», на втором — «В гостях у ветерана».

## Композиции альбома
- «Милая тётя» — песня, изобилующая туалетным юмором. Записана группой ещё в 1983 году. Другая версия той же песни включена в «Десятый молодёжный альбом», а также сборники 1982—1983 годов.
- «В гостях у ветерана» — трек, исполненный в жанре конкретной музыки и spoken word. Был записан в 1989 году, с участием анонимной исполнительницы, известной под псевдонимом «Байдакова Маша». Трек изобилует ненормативной лексикой и критикующими высказываниями порнографической и антиполитической тематик.
- «Шабат и Борька» — блюзовая композиция, записанная изначально в 1985 году для магнитоальбома «Колорадские жуки». В альбоме присутствует версия песни 1987 года, с «наложением» звуковой дорожки с мелодией клавиш Ильи Ляхова. Имеет политический подтекст, вероятно, название песни имеет отсылку к шаббату.
- «Блёха» — песня, написанная в 1986 году для альбома «На фоне Лебедева-Кумача». Текстом песни является стихотворение «Орлиное племя» В.И.Лебедева-Кумача, написанное в годы Второй Мировой войны.
- «Гнида» — авангардная композиция, изначально называлась «Сад» и была записана в 1985 году для магнитоальбома «Колорадские жуки», пересведенная в 1987 году с добавлением нарезок из советских радиоспектаклей. В переиздании композиция называется «Бама».
- «Ценно поднятая бровь» — «колоратурная» песня, записанная в 1987 году для альбома «Небо становится дальше». Поёт Иван Сидоров.
- «Капля Жужки» — песня 1983 года, записанная в старом составе ДК: Морозов (вокал), Яншин (гитара), Полянский (бас), Жариков (барабаны). Одна из записанных версий песни включена в альбом «Стриженая умная головка».
- «Шейк» — инструментальная композиция, записанная в 1984 году и первоначально включённая в магнитоальбом 1984 года «Прекрасный новый мир».

Все вышеперечисленные композиции входили в оригинальный магнитоальбом 1989 года. В переиздании альбома были добавлены композиции «Валюха» 1984 года с участием А. Белоносова, «Маленькая ночная серенада» и «Кюнем биля в попу кюнем» в исполнении вокалиста И. Белова, а также из магнитоальбома «Кисилёв» 1984 года — «Читая Пастернака» и «На восьмом этаже» в исполнении вокалиста Е. Морозова.

## Список композиций

### Переиздание 1997 года
- Первая сторона

1. Милая Тётя
2. В гостях у ветерана
3. Шабат и Борька
4. Блёха
5. Гнида

- Вторая сторона

1. Жестокий романс
2. Ценно поднятая бровь
3. Капля Жужки
4. Шейк
5. Валюха

### Переиздание 2001 года
Слова и музыка всех песен — написаны Сергеем Жариковым.
| №   | Название                                               | Длительность |
| --- | ------------------------------------------------------ | ------------ |
| 1.  | «Милая Тётя»                                           | 3:15         |
| 2.  | «В гостях у ветерана»                                  | 4:14         |
| 3.  | «Шабат и Борька»                                       | 4:22         |
| 4.  | «Читая Пастернака»                                     | 2:21         |
| 5.  | «Маленькая ночная серенада»                            | 2:43         |
| 6.  | «Надо идти вперёд и не останавливаться на достигнутом» | 5:18         |
| 7.  | «Выполняя наказы избирателей»                          | 0:17         |
| 8.  | «На восьмом этаже»                                     | 2:39         |
| 9.  | «Бама»                                                 | 3:25         |
| 10. | «Кюнем биля в попу кюнем»                              | 4:40         |
| 11. | «Ценно поднятая бровь»                                 | 3:57         |
| 12. | «Как всегда»                                           | 2:13         |
| 13. | «Марксизьма-ленинизьма»                                | 5:14         |
| 14. | «Валюха»                                               | 4:20         |

## Участники записи альбома
- Сергей Жариков — вокал, ударные, музыка и тексты
- Дмитрий Яншин — гитара, аранжировки
- Игорь Белов — вокал, гитара
- Сергей Летов — саксофон, кларнет
- Сергей Полянский  — бас-гитара
- Илья Ляхов — клавиши
- Александр Белоносов — клавиши
- Виктор Клемешов — тенор-саксофон
- Олег Андреев — бас-гитара
- Евгений Морозов — вокал
- В. Колосов — клавиши
- Иван Сидоров — вокал